# 백운여객
백운여객(白雲旅客)은 경기도 의왕시의 마을버스 회사이다. 주사무소는 경기도 의왕시 오전동에 있다. 의왕운수, 성남시의 마을버스 업체인 서현교통, 성남여객, 고양시의 시내버스 업체인 서울여객의 계열사이다.

## 역사
의왕시의 마을버스 업체인 의왕운수가 역시 마을버스 업체인 왕곡교통의 1번, 22번 마을버스와 방계회사인 삼영운수가 운행하던 고천 ~ 인덕원역 노선을 양수받아 각각 01번, 02번, 05번으로 변경하여 운행하였으며, 05번의 경우 부속노선인 05-1번을 신설하였다. 2012년에 계열사인 의왕운수와 함께 성남 마을버스 업체인 서현교통에 인수되었다. 2016년 3월 18일에는 군포시로 가는 마을버스 08번을 신설하였다. 01, 02, 05번 노선은 2018년 7월 의왕교통에 양도되었다.

## 운행 노선
| 노선 번호 | 운행구간   | 운행구간 | 운행구간       | 경유지 | 배차 간격 (분) | 비고 |
| --------- | ---------- | -------- | -------------- | --- | -------------- | ---- |
| 08        | 오봉산마을 | ↔        | 오전동주민센터 | 고천, 시티병원, 우성고, 왕곡초교, 의왕시청, 여성회관, 신안아파트, 오전공단(의왕군포로), 군포역(동쪽), 군포IT밸리 | 8~16           |      |

## 보유 차량
- 현대 그린시티
- 하이거 하이퍼스 1609 EV